# Blosyris
Blosyris là một chi bướm đêm thuộc họ Erebidae.